# Zero (Renato Zero 1996)
Zero è un cofanetto pubblicato nel 1996 da RCA Italiana contenente 2 CD con 30 canzoni (16 nel primo CD, 14 nel secondo CD) di Renato Zero che risalgono al periodo d'esordio di Zero, ossia il periodo 1967-1979.

## Tracce

### CD 1
1. In mezzo ai guai – 2:58
2. Non basta sai – 3:08
3. Paleobarattolo – 3:13
4. No! Mamma, no! – 4:05
5. Ti bevo liscia – 2:55
6. Nell'archivio della mia coscienza – 3:32
7. Inventi – 3:27
8. Tu che sei mio fratello – 3:57
9. Merenda di fragole – 1:50
10. Motel – 4:29
11. Madame – 3:46
12. Un uomo da bruciare – 3:37
13. Scegli adesso oppure mai – 4:21
14. Mi vendo – 4:16
15. Sgualdrina – 3:16
16. Il cielo – 4:15

Durata totale: 57:05

### CD 2
1. Manichini – 3:22
2. Morire qui – 3:36
3. La favola mia – 4:23
4. Triangolo – 4:39
5. Sesso o esse – 4:22
6. Sbattiamoci – 3:44
7. Sogni di latta – 4:32
8. Il carrozzone – 4:06
9. La tua idea – 3:23
10. Baratto – 4:18
11. Periferia – 4:24
12. Grattacieli di sale – 3:24
13. Rh negativo – 3:07
14. Arrendermi mai – 4:27

Durata totale: 55:47